# Sehetepibra
Sehetepibra Hornedyheritef sa Kemau, o Sehetepibra II "quien satisface el corazón de Ra", fue un faraón de la dinastía XIII de Egipto. Reinó unos dos años, c. de 1749-1747 a. C..
Aparece mencionado como Sehetepibra en el Canon Real de Turín, en el registro VI,12. 
Este gobernante fue posiblemente de origen asiático, pues su nombre, Hornedyheritef sa Kemau, significa "Horus protege a su padre, hijo del asiático". 
Es posible que se trate del mismo faraón que Hetepibra y que la inscripción que carece del signo inicial S sea un error (Kim Ryholt). 
Amenemhat I también llevaba el nombre de Trono de Sehetepibra, por lo que a veces, a este faraón, se le denomina Sehetepibra II.

## Testimonios de su época
Solo quedan algunos restos de su palacio en Tell el-Daba. 
A este rey se le atribuye también un escarabeo encontrado en Jericó.

## Titulatura
| Titulatura | Jeroglífico | Transliteración (transcripción) - traducción - (referencias) |

| N5 | S29 | R4 · t · p | F34 | Z1 |

| N5 | S29 | R4 · t · p | F34 | Z1 |

| N5 | S29 | R4 · t · p | F34 | Z1 |

| N5 | S29 | R4 · t · p | F34 | Z1 |

| N5 | S29 | R4 · t · p | F34 | Z1 |

| N5 | S29 | R4 · t · p | F34 | Z1 |

| N5 | S29 | R4 · t · p | F34 | Z1 |

| N5 | S29 | R4 · t · p | F34 | Z1 |

| N5 | S29 | R4 · t · p | F34 | Z1 |

| N5 | S29 | R4 · t · p | F34 | Z1 |

| N5 | S29 | R4 · t · p | F34 | Z1 |

| N5 | S29 | R4 · t · p | F34 | Z1 |

| N5 | S29 | R4 · t · p | F34 | Z1 |

| N5 | S29 | R4 · t · p | F34 | Z1 |

| N5 | S29 | R4 · t · p | F34 | Z1 |

| N5 | S29 | R4 · t · p | F34 | Z1 |

| T14 | G43 | G39 | G5 | Aa27 | I10 | D2 · t · I9 |

| T14 | G43 | G39 | G5 | Aa27 | I10 | D2 · t · I9 |

| T14 | G43 | G39 | G5 | Aa27 | I10 | D2 · t · I9 |

| T14 | G43 | G39 | G5 | Aa27 | I10 | D2 · t · I9 |

| T14 | G43 | G39 | G5 | Aa27 | I10 | D2 · t · I9 |

| T14 | G43 | G39 | G5 | Aa27 | I10 | D2 · t · I9 |

| T14 | G43 | G39 | G5 | Aa27 | I10 | D2 · t · I9 |

| T14 | G43 | G39 | G5 | Aa27 | I10 | D2 · t · I9 |

| T14 | G43 | G39 | G5 | Aa27 | I10 | D2 · t · I9 |

| T14 | G43 | G39 | G5 | Aa27 | I10 | D2 · t · I9 |

| T14 | G43 | G39 | G5 | Aa27 | I10 | D2 · t · I9 |

| T14 | G43 | G39 | G5 | Aa27 | I10 | D2 · t · I9 |

| T14 | G43 | G39 | G5 | Aa27 | I10 | D2 · t · I9 |

| T14 | G43 | G39 | G5 | Aa27 | I10 | D2 · t · I9 |

| T14 | G43 | G39 | G5 | Aa27 | I10 | D2 · t · I9 |

| T14 | G43 | G39 | G5 | Aa27 | I10 | D2 · t · I9 |